# Collectif des hébergeurs alternatifs, transparents, ouverts, neutres et solidaires
Le CHATONS, acronyme de « Collectif des Hébergeurs Alternatifs, Transparents, Ouverts, Neutres et Solidaires », est un regroupement d'hébergeurs informatique fournissant des services en ligne respectueux de la vie privée des utilisateurs.

## Historique
Le collectif est fondé en 2016, à la suite de la campagne Dégooglisons Internet, portée par l’association Framasoft. Actrice majeure du mouvement contre les GAFAM, l’association souhaite alimenter l’émergence et la démocratisation de services alternatifs et la décentralisation des données.
Le collectif se réunit à Strasbourg lors des Rencontres mondiales du logiciel libre 2018 et décide de se limiter à la francophonie, ce qui donne naissance au réseau Librehosters.
En avril 2020, face à la soudaine montée en charge due au premier des confinements liés à la pandémie de Covid-19, Framasoft a ainsi pu délester ses services en ligne les plus utilisés vers d'autres membres du collectif moins surchargés.
En 2022, le collectif compte près d’une centaine de structures pour plusieurs centaines de services, dont de nombreux services du Fediverse tel que des instances Peertube, Mastodon ou Matrix. Le CHATONS « regroupe 96 associations un peu partout en France » en 2023.

## Charte
La charte du collectif interdit notamment à ses structures membres le recours aux régies publicitaires, à des logiciels propriétaires ou à des services en ligne privateurs.
La charte ne limite pas le type de structure pouvant candidater et est ouverte à différents types de modèles économiques. Le collectif est ainsi composé d'hébergeurs de petite ou moyenne taille, dont des structures à but lucratif.